# Trevor Lewis
Trevor Lewis, född 8 januari 1987, är en amerikansk professionell ishockeyspelare som spelar för Los Angeles Kings i NHL.
Han draftades i första rundan i 2006 års draft av Los Angeles Kings som 17:e spelare totalt.
Trevor Lewis är en hårt arbetande laglojal spelare som ofta får spela mycket i boxplay och ofta emot motståndarnas bästa spelare en nyttig slitvarg för sitt eget lag som sällan syns så mycket eller är speciellt flashig i sin spelstil.
Trevor Lewis har vunnit Två Stanley Cup titlar med Los Angeles Kings 2012 och 2014.